# Baicalasellus minutus
Baicalasellus minutus is een pissebed uit de familie Asellidae. De wetenschappelijke naam van de soort is voor het eerst geldig gepubliceerd in 1924 door Semenkevich.